# Večeřadlo

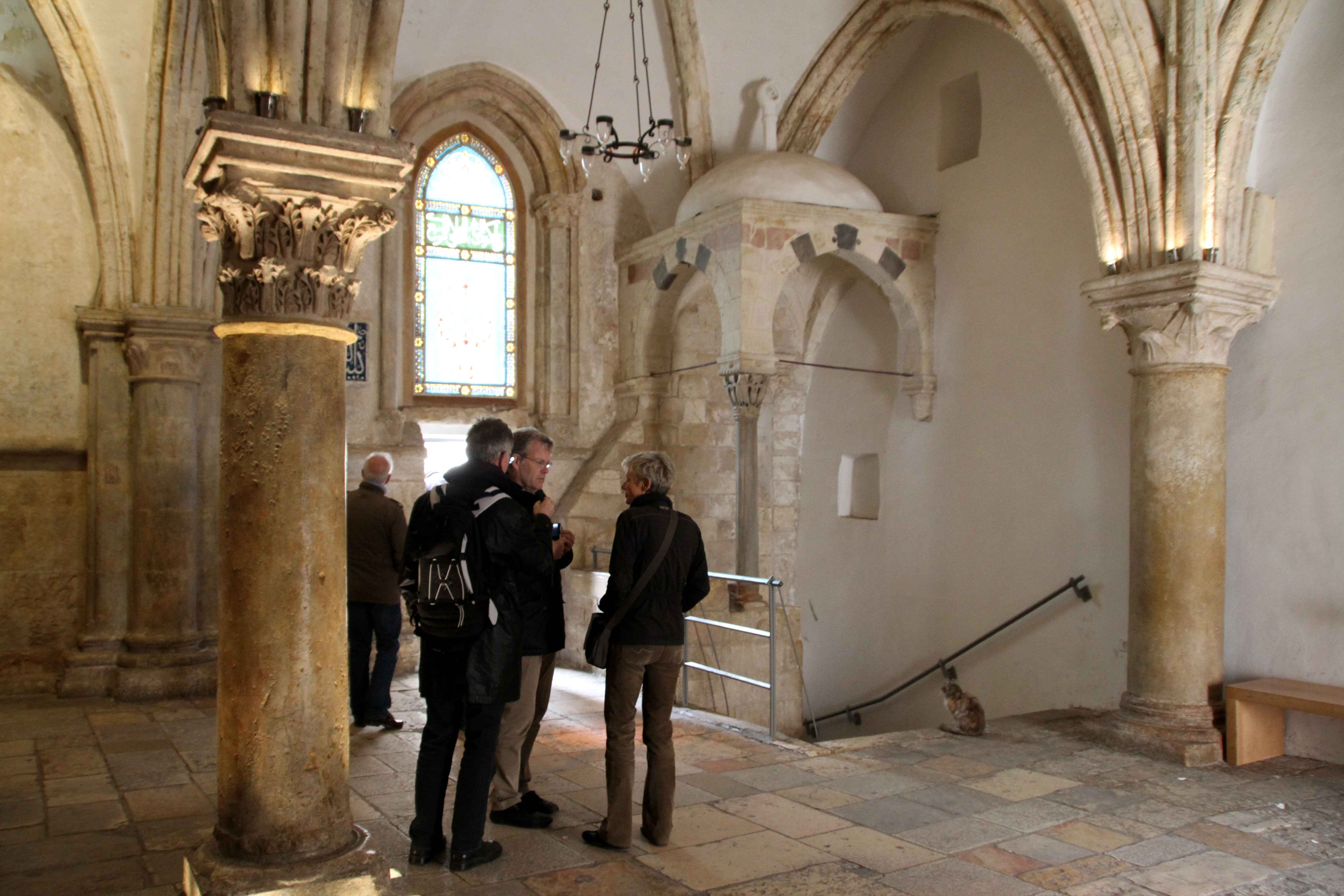
Večeřadlo na hoře Sijónu v Jeruzalémě

Večeřadlo je označení pro místo konání Poslední večeře Páně, při které Ježíš Kristus pojedl s apoštoly velikonočního beránka před svým ukřižováním.
V přeneseném významu se jako večeřadlo označuje místo, kde se shromažďují křesťané, aby setrvali ve společných modlitbách, nebo samotné toto shromáždění.